# Óscar Soto Ibarra
Óscar Soto Ibarra (Rancagua, 25 de julio de 1902-¿?) fue un ingeniero civil y funcionario chileno, que se desempeñó como director general de la Oficina de Presupuestos de su país durante dieciséis años consecutivos, desde 1938 hasta 1954.

## Familia y estudios
Nació en la comuna chilena de Rancagua el 25 de julio de 1902, hijo de Juan de Dios Soto y Manuela Ibarra. Realizó sus estudios primarios y secundarios en el Liceo de Rancagua. Continuó los superiores en la Universidad de Chile, titulándose como ingeniero civil en 1923.
Se casó con Berta Rivera, con quien tuvo dos hijas, Lilian y Adriana.

## Carrera profesional
Comenzó desempeñando su profesión en la minera «El Teniente» de Rancagua, y después actuó en la Empresa de los Ferrocarriles del Estado (EFE). En 1928, se incorporó a la administración pública como funcionario de la Oficina de Presupuestos, órgano dependiente del Ministerio de Hacienda. En dicha repartición de la cartera fiscal, ocupó todos los cargos, incluyendo la de director general, posición que ejerció entre 1938 y 1954; pasando por los gobiernos radicales de los presidentes Pedro Aguirre Cerda, Juan Antonio Ríos y Gabriel González Videla, y los dos primeros años de la segunda administración del general Carlos Ibáñez del Campo.
Por otra parte, en el gobierno de Ibáñez del Campo, sirvió como subdelegado del Ministerio de Hacienda, y durante la presidencia de Jorge Alessandri, fungió como tesorero del Alto Comisionado de las Naciones Unidas para los Refugiados (Ancur).
En el sector privado, fue subdirector de la Sociedad Constructora de Establecimientos Hospitalarios S. A. y director de la Sociedad Constructora de Establecimientos Educacionales S. A.
La Municipalidad de Rancagua, lo declaró como «ciudadano ilustre». Fue socio del Club de Septiembre.